# Shahidi Hassas
Shahidi Hassas é um distrito da província de Uruzgan, no Afeganistão.